# أوبيون

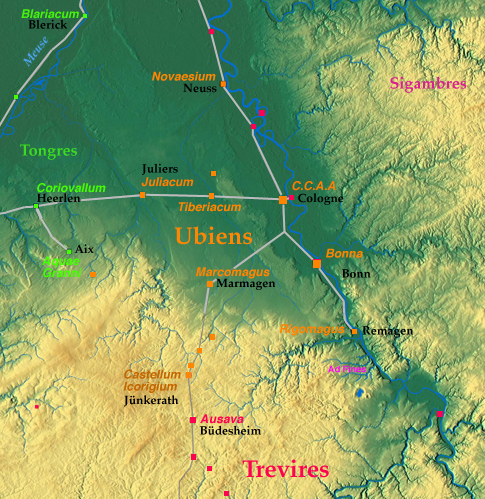
الأوبيون حوالي العام 30 ميلادية

كان الأوبيون (باللاتينية: Ubii) قبيلة جرمانية أول ما سكنت على الضفة اليمنى من نهر الراين في زمن يوليوس قيصر، الذي دخل في تحالف معهم في عام 55 قبل الميلاد من أجل شن هجمات عبر النهر. نقلوا في 39 قبل الميلاد على يد ماركوس فيبسانيوس أغريبا إلى الضفة اليسرى، على ما يبدو بناء على طلبهم، حيث خشوا غزوات جيرانهم الخاتيين.